# Csehszlovák Televízió
A Csehszlovák Televízió (csehül: Československá televize; szlovákul: Československá televízia; röv: ČST; magyarul: Csehszlovák Televízió; röv: CsSzT) a csehszlovák állam közszolgálati televíziója volt. 1953. május 1-jén indult, és 1992. december 31-én szűnt meg. A televízió két utódja a Szlovák Televízió (STV) és a Cseh Televízió (ČT). A televízió négy évvel a Magyar Televízió (MTV) előtt indult, viszont eleinte csak Prágából sugároztak, majd 1956-tól már Pozsonyból is.

## Története
A ČST rendszeres műsora 1959-ben kezdődött. A televízió a második csatornáját 1970-ben indította. A csatornának két külön adáskörzete volt, külön cseh és külön a szlovák országrészben. 1990. szeptember 4-én az addigi 1-es csatorna megnevezése F1 lett. Ezen a csatornán szlovák és cseh műsorok is voltak, közösen tartották fenn. A második csatorna a szlovák országrészben S1, míg a cseh országrészben ČTV nevet kapott és két adáskörzetre volt osztva.

### A harmadik csatorna
1990. május 14.-én elindult a Csehszlovák Televízió harmadik csatornája. A csatorna csak a cseh országrészben volt fogható, megnevezése OK3 és a külföldi televíziók műsorát sugározta. A szlovák országrészben ezt a hasonló műsorstruktúrájú TA3-vel helyettesítették, amely 1991. június 6.-án indult (nem azonos a mai TA3-vel, ami egy 2001-ben indult hírcsatorna).

### Csehszlovákia után
1993-ban létrejött az önálló Cseh (ČT) és Szlovák Televízió (STV). A Cseh Televízió harmadik csatornája 1994-ben elveszítette a frekvenciáját egy kereskedelmi adóval szemben.

## Korábbi logók

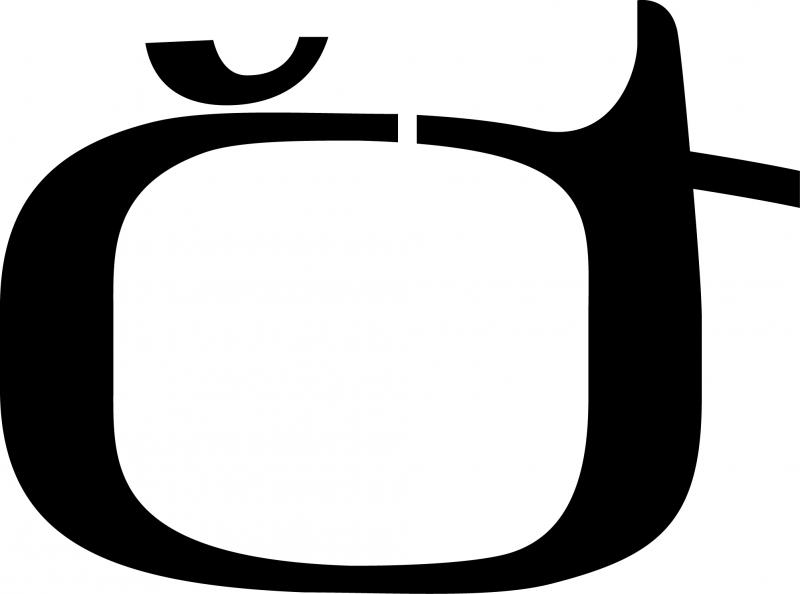
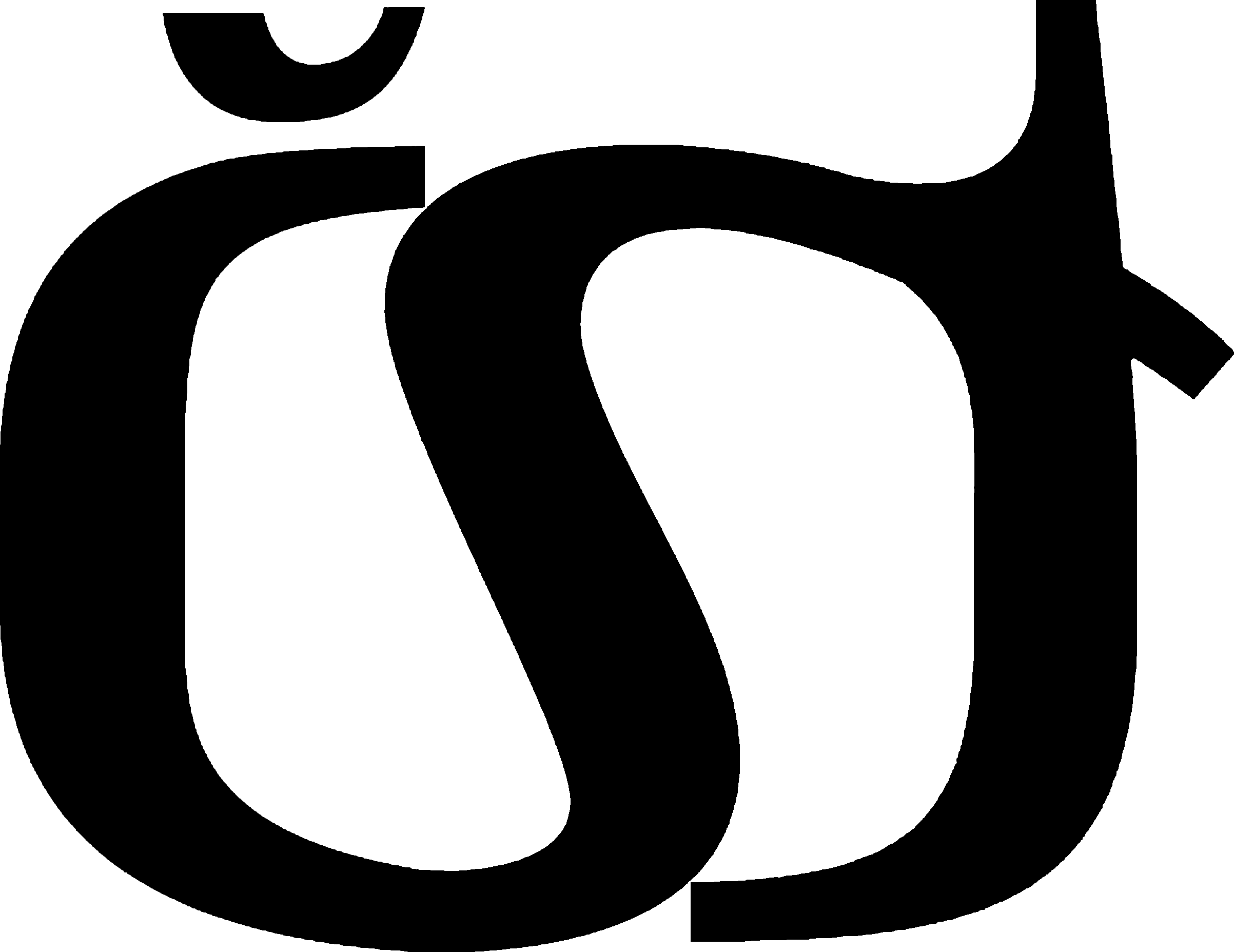
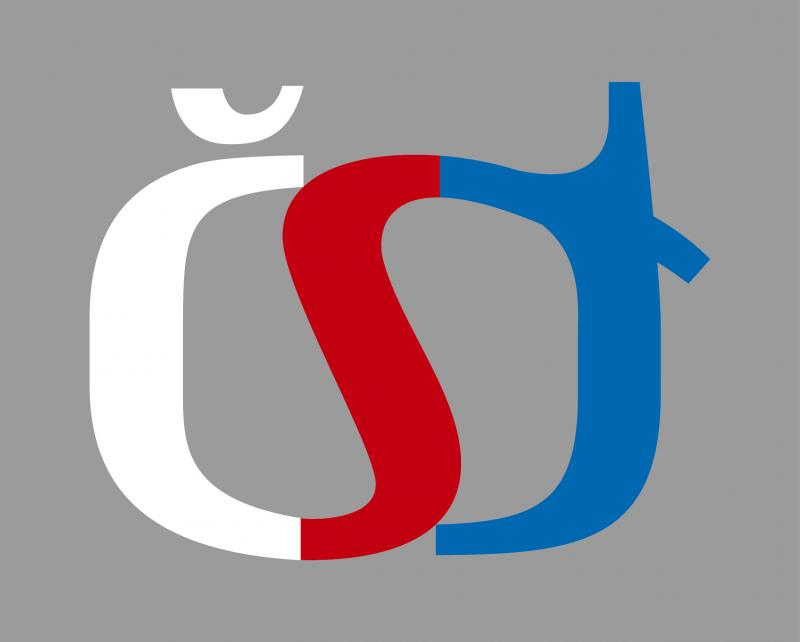
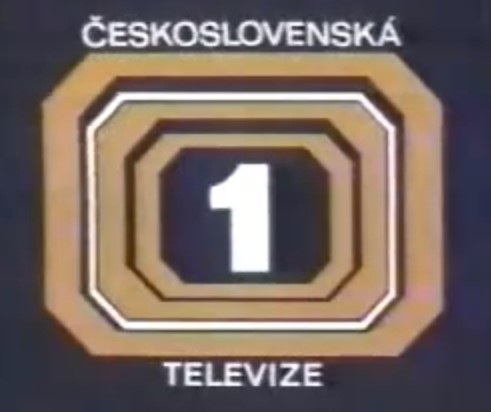
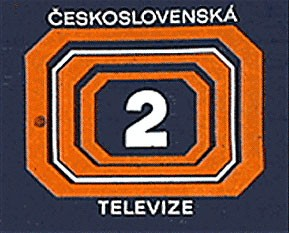

## Hatása a magyar népnyelvre
Elsősorban sportrajongók körében létezik egy szólás arra az esetre, ha valaki olyan kijelentést tesz vagy olyan döntést hoz, ami alapján úgy tűnik, mintha nem lenne tisztában az addigi eseményekkel: „Mit néztél, a cseh kettőt?”. Abban az időben keletkezhetett, amikor Magyarországon az MTV csatornáin kívül legfeljebb a szomszédos országok televízióadóit nézhették a határ mentén élők. A Csehszlovák Televízió esetében a hosszú határszakasz miatt erre sokaknak volt lehetőségük, a kettes csatornán pedig (amit rövidítve „cseh kettő” néven emlegettek) gyakran közvetítettek sporteseményeket.